# Carnac-Rouffiac
Carnac-Rouffiac là một xã thuộc tỉnh Lot trong vùng Occitanie phía tây nam nước Pháp.